# Cromodominio
Un cromodominio es un dominio proteico de unos 40-50 aminoácidos que es encontrado muy frecuentemente en proteínas relacionadas con el reordenamiento y la manipulación de la cromatina.
Este dominio se encuentra altamente conservado tanto en plantas como en animales, y es representado por un gran número de diferentes proteínas en multitud de genomas, como el del ratón. Algunos genes que contienen cromodominios transcriben diversas isoformas por splicing alternativo que omiten totalmente dichos cromodominios. En mamíferos, las proteínas que contienen cromodominios están implicadas en la regulación de la expresión génica relacionada con el reordenamiento de la cromatina y la formación de regiones de heterocromatina. Las proteínas que contienen cromodominios también unen histonas metiladas y aparecen en los complejos de silenciamiento transcripcional mediado por ARN.